# Dalvin Tomlinson
Dalvin Tomlinson (* 28. Februar 1994 in McDonough, Georgia) ist ein American-Football-Spieler auf der Position des Nose Tackles für die Arizona Cardinals in der National Football League (NFL). Zuvor stand er auch bei den New York Giants, den Minnesota Vikings und den Cleveland Browns unter Vertrag. Tomlinson spielte College Football für die Alabama Crimson Tide.

## High School
Tomlinson besuchte die Henry County High School in McDonough, wo er neben Football auch ein erfolgreicher Ringer war.

## College
Im Jahr 2012 bekam Tomlinson ein Stipendium an der University of Alabama und spielte bei den hiesigen Alabama Crimson Tide als Defensive Tackle. In seinen vier Jahren am College sammelte er 122 Tackles und vier Sacks.
Alleine in seinem Senior Year kam er auf 62 Tackles, drei Sacks und einen erzwungenen Fumble und hatte so maßgeblichen Anteil daran, dass die Crimson Tide alle 14 Saisonspiele gewannen und als First Seed bis in die National Championship vordrangen. Das Finale wurde allerdings gegen die Clemson Tigers mit 31:35 verloren. Tomlinson wurde in den Senior Bowl, das All Star Game des College Footballs, gewählt.

## NFL
Die New York Giants wählten Tomlinson im NFL Draft 2017 in der zweiten Runde an insgesamt 55. Stelle aus. Er unterschrieb einen Vierjahresvertrag über $ 4,57 Millionen inklusive Signing Bonus über $ 1,46 Millionen.
Der damalige Head Coach Ben McAdoo ernannte Tomlinson als Starter auf der Position des Defensive Tackles. Nach dem Trade von Damon Harrison wurde er Starting Nose Tackle.
Im März 2021 unterschrieb Tomlinson einen Zweijahresvertrag über 22 Millionen Dollar bei den Minnesota Vikings.
Zur Saison 2023 einigte Tomlinson sich mit den Cleveland Browns auf einen Vierjahresvertrag im Wert von 57 Millionen US-Dollar. Nach der Saison 2024 wurde er im März 2025 von den Browns entlassen, daraufhin einigte er sich mit den Arizona Cardinals auf einen Zweijahresvertrag im Wert von 29 Millionen US-Dollar.